# Ondřej Pažout
Ondřej Pažout, né le 1er juillet 1998 à Turnov, est un coureur tchèque du combiné nordique.

## Biographie
Ondřej Pažout fait ses débuts internationaux au Festival olympique de la jeunesse européenne en 2015. En 2016, il est sélectionné pour les Jeux olympiques de la jeunesse à Lillehammer, y prenant la médaille de bronze à la compétition individuelle. 
Ensuite, il court sa première course en relais dans la Coupe du monde à Schonach puis lors de la saison suivante, il apparaît individuellement à Ruka, où il marque ses premiers points avec une 27e place. Il est ensuite médaillé de bronze à l'épreuve par équipes des Championnats du monde junior à Soldier Hollow.
Après sa victoire à l'épreuve individuelle 10 km aux Championnats du monde 2018 à Kandersteg, il a participé aux Jeux olympiques d'hiver 2018, où il est 34e et 37e en individuel et 7e par équipes. 

## Palmarès

### Jeux olympiques d'hiver
| Épreuve / Édition   | Individuel     | Individuel     | Par équipes Grand tremplin |
| Épreuve / Édition   | Petit tremplin | Grand tremplin | Par équipes Grand tremplin |
| JO 2018 Pyeongchang | 34e            | 37e            | 7e                         |
| JO 2022 Pékin       | 29e            | 29e            | 7e                         |

### Championnats du monde
| Épreuve / Édition             | Épreuve / Édition             | Lahti 2017 | Seefeld 2019 | Oberstdorf 2021 |
| ----------------------------- | ----------------------------- | ---------- | ------------ | --------------- |
| Gundersen                     | PT                            |            | 36e          | 13e             |
| Gundersen                     | GT                            | 46e        | 40e          | 24e             |
| Par équipes en petit tremplin | Par équipes en petit tremplin | 11e        | 9e           | 8e              |
| Sprint par équipes            | Sprint par équipes            |            |              | 7e              |

### Coupe du monde
- Meilleur classement général : 43e en 2020.
- Meilleure performance individuelle : 23e.

#### Classements en Coupe du monde
| Année     | Classement général final |
| 2016-2017 | 64e                      |
| 2017-2018 | -                        |
| 2018-2019 | -                        |
| 2019-2020 | 43e                      |
| 2020-2021 | 49e                      |
| 2021-2022 | 54e                      |
| 2022-2023 | 51e                      |

### Championnats du monde junior
- Médaille de bronze par équipes en 2017.
- Médaille d'or à la Gundersen / 10 kilomètres en 2018.

### Jeux olympiques de la jeunesse
- Médaille de bronze de l'épreuve individuelle en 2016.